# Génave
Génave ist ein südspanischer Ort und eine Gemeinde (municipio) mit insgesamt 547 Einwohnern (Stand: 2024) im Süden der Provinz Jaén in der autonomen Region Andalusien. 

## Lage
Génave liegt in der Sierra de Segura gut 155 km (Fahrtstrecke) nordöstlich der Provinzhauptstadt Jaén in einer Höhe von ca. 825 m.
Das Klima im Winter ist gemäßigt, im Sommer dagegen warm bis heiß; die relativ geringen Niederschlagsmengen (ca. 504 mm/Jahr) fallen – mit Ausnahme der nahezu regenlosen Sommermonate – verteilt übers ganze Jahr.

## Bevölkerungsentwicklung
| Jahr      | 1970  | 1980 | 1990 | 2000 | 2010 | 2020 |
| --------- | ----- | ---- | ---- | ---- | ---- | ---- |
| Einwohner | 1.177 | 895  | 812  | 661  | 629  | 599  |

Der deutliche Bevölkerungsrückgang in der zweiten Hälfte des 20. Jahrhunderts ist im Wesentlichen auf die Mechanisierung der Landwirtschaft und den damit einhergehenden Verlust an Arbeitsplätzen zurückzuführen.

## Sehenswürdigkeiten
- Burgruine von La Laguna (Castillo de la Laguna, auch: Castillo de Zarracotín)
- Kirche der Unbefleckten Empfängnis (Iglesia de la Inmaculada Concepción), Anfang des 13. Jahrhunderts errichtet